# When the Keyboard Breaks: Live in Chicago
When the Keyboard Breaks: Live in Chicago è un album dal vivo del supergruppo statunitense Liquid Trio Experiment 2, pubblicato il 14 febbraio 2009 dalla Lazy Tomato Entertainment.

## Descrizione
Contiene parte del concerto tenuto dai Liquid Tension Experiment a Chicago il 25 giugno 2008. Durante l'esecuzione di Universal Mind, il tastierista Jordan Rudess ha avuto difficoltà tecniche con la propria tastiera e pertanto si è dovuto allontanare dal palco al termine del brano, in modo da valutare una possibile soluzione, non avendo a disposizione il suo tecnico alla tastiera né una tastiera sostitutiva durante il concerto. I tre musicisti rimasti, John Petrucci, Tony Levin e Mike Portnoy, hanno continuato ad esibirsi, improvvisando per il resto del concerto. Dopo aver scoperto l'impossibilità di adottare una riparazione di fortuna, Rudess ha fatto ritorno sul palco impugnando la chitarra di Petrucci e improvvisando con il resto del gruppo. Petrucci ha preso il basso di Levin, che a sua volta ha preso lo Chapman Stick.
Verso la fine del concerto, il batterista degli Anthrax Charlie Benante è salito sul palco per suonare la batteria, mentre Portnoy è passato al basso.

## Tracce
1. Universal Mind (When the Keyboard Broke) – 2:21
2. The Chicago Blues & Noodle Factory – 7:03
3. Fade Away or Keep Going? – 5:03
4. The Haunted Keyboard – 9:34
5. Close Encounters of the Liquid Kind – 15:13
6. Ten Minute Warning – 5:55
7. That 'Ol Broken Down Keyboard Blues – 6:34
8. Liquid Anthrax – 4:55
9. That's All Folks! – 2:12

## Formazione
Gruppo
- Tony Levin – Chapman Stick, basso
- John Petrucci – chitarra, basso (traccia 7)
- Mike Portnoy – batteria, basso (traccia 8)

Altri musicisti
- Jordan Rudess – tastiera (traccia 1), chitarra (traccia 7)
- Charlie Benante – batteria (traccia 8)